# Plihiv, Berejanî
Plihiv (în ucraineană Пліхів) este un sat în comuna Urman din raionul Berejanî, regiunea Ternopil, Ucraina.

## Demografie
Componența lingvistică a localității Plihiv
     Ucraineană (100%)
Conform recensământului din 2001, toată populația localității Plihiv era vorbitoare de ucraineană (100%).